# (1404) Áyax
(1404) Áyax es un asteroide perteneciente a los asteroides troyanos de Júpiter descubierto el 17 de agosto de 1936 por Karl Wilhelm Reinmuth desde el observatorio de Heidelberg-Königstuhl, Alemania.

## Designación y nombre
Áyax se designó inicialmente como 1936 QW.
Más tarde se nombró por Áyax el Grande, un personaje de la mitología griega.

## Características orbitales
Áyax está situado a una distancia media de 5,304 ua del Sol, pudiendo acercarse hasta 4,706 ua y alejarse hasta 5,902 ua. Su inclinación orbital es 18,01° y la excentricidad 0,1128. Emplea en completar una órbita alrededor del Sol 4462 días.